# Jasione
Genre
Classification phylogénétique
Le genre Jasione regroupe plusieurs plantes herbacées européennes de la famille des Campanulaceae.

## Liste des espèces
- Jasione adpressifolia
- Jasione ambigua
- Jasione amethystina
- Jasione arenaria
- Jasione atlantica
- Jasione ausfeldii
- Jasione baetica
- Jasione bialis
- Jasione blepharodon
- Jasione bovei
- Jasione brevisepala
- Jasione bulgarica
- Jasione caespitosa
- Jasione capensis
- Jasione carioni
- Jasione carpetana
- Jasione cartilaginea
- Jasione castellana
- Jasione cavanillesii
- Jasione coespitans
- Jasione cornuta
- Jasione corymbosa
- Jasione crispa  — Jasione crépue
- Jasione dentata
- Jasione depressa
- Jasione diapensifolia
- Jasione echinata
- Jasione espadanae
- Jasione euphrasiaefolia
- Jasione fallax
- Jasione foliosa
- Jasione glabra
- Jasione glabrata
- Jasione heldreichii
- Jasione humilis
- Jasione idaea
- Jasione jankae
- Jasione laevis syn. : Jasione perennis — Jasione vivace ou Jasione des jardins
- Jasione litoralis
- Jasione lusitanica
- Jasione macrocalyx
- Jasione macrocephala
- Jasione mansanetiana
- Jasione mariana
- Jasione maritima
- Jasione mediterranea
- Jasione megalocalyx
- Jasione minuta
- Jasione montana L. — Jasione des montagnes
- Jasione nuriensis
- Jasione obtusifolia
- Jasione orbiculata
- Jasione pavenni
- Jasione penicillata
- Jasione pontica
- Jasione prolifera
- Jasione propullulans
- Jasione pygmaea
- Jasione pyrenaea
- Jasione pyrenaica
- Jasione rosularis
- Jasione scabiosae-capitata
- Jasione sessiliflora
- Jasione sphaerocephala
- Jasione stricta
- Jasione supina
- Jasione tajae
- Jasione tmolea
- Jasione tomentosa
- Jasione tristis
- Jasione umbellata
- Jasione undulata
- Jasione vulgaris